# Secretaria Estadual da Cultura do Ceará
| Secretaria Estadual da Cultura do Ceará                                                      |                               |
| R. Dr. João Moreira, 540 - Centro, Fortaleza, CE CEP 60030-000 https://www.secult.ce.gov.br/ |                               |
| Criação                                                                                      | 9 de agosto de 1966 (58 anos) |
| Complexo Cultural Estação das Artes, sede da Secretaria.                                     |                               |
| Complexo Cultural Estação das Artes, sede da Secretaria.                                     |                               |
| Atual secretária                                                                             | Luisa Cela (PSB)              |

A  Secretaria Estadual da Cultura do Ceará é o órgão do governo do Ceará que compete executar, superintender e coordenar as atividades de proteção do patrimônio cultural do Ceará, difusão da cultura e aprimoramento cultural do estado.

## História
Foi criada no governo Virgílio Távora pela lei nº 8.541, de 9 de agosto de 1966, de modo que o Ceará foi o primeiro estado do Brasil a criar uma secretaria de cultura.

## Missão e competências
De acordo com o Regulamento da SECULT-CE a pasta tem como principais competências:
- auxiliar direta e indiretamente o Governador na formulação da política cultural do Estado do Ceará, planejando, normatizando, coordenando, executando e avaliando-a, compreendendo o amparo à cultura, a promoção, documentação e difusão das atividades artísticas e culturais, a defesa do Patrimônio Histórico, Arqueológico, Paisagístico, Artístico e Documental;

- incentivar e estimular a pesquisa em artes e cultura;

- apoiar a criação, a expansão e o fortalecimento das estruturas da sociedade civil voltada para a criação, produção e difusão cultural e artística;

- analisar e julgar projetos culturais;

- deliberar sobre tombamento de bens móveis e imóveis de reconhecido valor histórico, artístico e cultural para o Estado do Ceará;

- cooperar na defesa e conservação do Patrimônio Cultural Histórico, Arqueológico, Paisagístico, Artístico e Documental, material e imaterial, do Estado;
- fazer o gerenciamento do Sistema Estadual de Bibliotecas Públicas do Ceará;
- além de outras atribuições correlatas.

## Coordenadorias
- Coordenadoria de Patrimônio Cultural e Memória – COPAM
- Coordenadoria Conhecimento e Formação – CCFOR
- Coordenadoria de Livro, Leitura, Literatura E Bibliotecas – CLLLB
- Coordenadoria de Fomento e Incentivo às Artes e Cultura – COFIAC
- Coordenadoria de Cinema e Audiovisual – CCAVI
- Coordenadoria de Cidadania, Acessibilidade e Diversidade Cultural – COCAD
- Coordenadoria da Rede Pública de Equipamentos Culturais do Ceará – COPEC
- Coordenadoria de Território e Articulação Regional – COTAR
- Coordenadoria de Desenvolvimento Institucional e Planejamento – CODIP
- Coordenadoria Administrativo-Financeira – COAFI
- Coordenadoria de Tecnologia da Informação e Governança Digital – COTIG

## Equipamentos vinculados
- Arquivo Público do Estado do Ceará[5]
- Biblioteca Pública do Estado do Ceará
- Casa de Antônio Conselheiro
- Casa de Juvenal Galeno
- Casa de Saberes Cego Aderaldo
- Centro Cultural Bom Jardim (CCBJ)
- Centro Cultural Cariri
- Centro Dragão do Mar de Arte e Cultura
  - Museu da Cultura Cearense
  - Museu de Arte Contemporânea do Ceará
- Centro de Design do Ceará
- Cineteatro São Luiz
- Escola de Artes e Ofícios Thomaz Pompeu Sobrinho
- Estação das Artes Belchior
- Mercado de Gastronomia Alimenta CE
- Museu Sacro São José de Ribamar
- Museu do Ceará
- Museu da Imagem e do Som
- Museu Ferroviário
- Pinacoteca do Ceará
- Porto Iracema das Artes
- Centro Cultural Porto Dragão
- Sobrado Dr. José Lourenço
- Theatro José de Alencar
- Teatro Carlos Câmara
- Vila da Música
- Escola de Gastronomia Social Ivens Dias Branco

## Ex-secretários
- Raimundo Girão: 1966 a 1971
- Francisco Ernando Uchôa Lima: 1971 a 1977
- José Denizard Macedo de Alcântara: 1977 a 1979
- Manuel Eduardo Pinheiro Campos: 1979 a 1983
- Joaquim Lobo de Macêdo: 1983 a 1987
- José Maria Barros de Pinho: 1987 a 1988
- Violeta Arraes: 1988 a 1991
- Augusto Pontes: 1991 a 1993
- Paulo Sérgio Bessa Linhares: 1993 a 1998
- Nilton Melo Almeida: 1998 a 2002
- Cláudia Sousa Leitão: 2003 a 2006
- Francisco Auto Filho: 2007 a 2010
- Francisco José Pinheiro: 2011 a 2013
- Paulo de Tarso Bernardes Mamede: 2013 a 2014
- Guilherme Sampaio: 2015 a 2016
- Fabiano dos Santos Piúba: 2016 a 2022
- Luisa Cela: 2022 a 2024